# Paolo De Bernardis
Paolo De Bernardis (Firenze, 1º febbraio 1959) è un astrofisico italiano, che attualmente insegna all'università La Sapienza di Roma. È stato responsabile, insieme ad Andrew E. Lange, della missione BOOMERanG, che consistette nel lancio di un pallone aerostatico dalla base americana di McMurdo, in Antartide, che permise di offrire per la prima volta una mappatura ad alta risoluzione delle anisotropie della radiazione cosmica di fondo, alla fine degli anni novanta. Questa missione viene considerata la prima ad aver permesso una stima precisa dei differenti parametri cosmologici. In particolare, essa ha permesso per la prima volta di determinare la curvatura spaziale dell'universo.

## Riconoscimenti
- Nel 2001 ha ricevuto il Premio Feltrinelli, assegnato dall'Accademia Nazionale dei Lincei.[2].

- Nel 2006 ha vinto col progetto BOOMERanG il Premio Balzan per l'astronomia e astrofisica osservative assieme ad Andrew E. Lange.

- Nel 2009 ha ricevuto il Premio Dan David.

- Nel novembre 2015 gli viene assegnato il Premio Vittorio De Sica[3].